# Plainfield, Illinois
Plainfield är en ort (village) i Kendall County, och  Will County, i delstaten Illinois, USA. Enligt United States Census Bureau har orten en folkmängd på 39 840 invånare (2011) och en landarea på 60,2 km².